# Rapito
Rapito (Engels: Kidnapped) is een Italiaans-Frans-Duitse historische dramafilm uit 2023, geregisseerd en mede geschreven door Marco Bellocchio. De film vertelt het waargebeurde verhaal van de Joodse jongen Edgardo Mortara, die bij zijn familie weggehaald werd door de Kerkelijke Staat om katholiek opgevoed te worden. Hij is losjes gebaseerd op Daniele Scalise's boek Il caso Mortara. 

## Verhaal
In 1858, in de joodse wijk van Bologna, vallen de soldaten van de paus het huis van de familie Mortara binnen. Op bevel van de kardinaal zijn ze eropuit gestuurd om Edgardo, de zesjarige zoon van de familie, gevangen te nemen. Volgens de getuigenis van een voormalige bediende werd de jongen in het geheim gedoopt toen hij als baby ziek werd. De pauselijke wet is definitief: hij moet katholiek onderwijs krijgen. Zijn ouders vechten om hem terug te zien, gesteund door een steeds intolerantere publieke opinie tegenover de tijdelijke macht van de kerk. Maar de paus is het er niet mee eens om het kind terug te geven. Terwijl Edgardo opgroeit in het katholieke geloof, neemt de tijdelijke macht van de kerk af en begint de eenwording van Italië.

## Rolverdeling
| Acteur             | Personage                         |
| ------------------ | --------------------------------- |
| Paolo Pierobon     | Paus Pius IX                      |
| Fausto Russo Alesi | Salomone Mortara                  |
| Barbara Ronchi     | Marianna Padovani Mortara         |
| Andrea Gherpelli   | Angelo Padovani                   |
| Enea Sala          | de jonge Edgardo Mortara          |
| Leonardo Maltese   | de jongvolwassene Edgardo Mortara |
| Filippo Timi       | Giacomo Antonelli                 |
| Fabrizio Gifuni    | Pier Gaetano Feletti              |

## Productie
Rapito ging op 23 mei 2023 in première in de officiële competitie van het Filmfestival van Cannes.

## Prijzen en nominaties
De belangrijkste:
| Jaar | Prijs                   | Categorie   | Genomineerde(n)  | Uitslag     |
| ---- | ----------------------- | ----------- | ---------------- | ----------- |
| 2023 | Filmfestival van Cannes | Gouden Palm | Marco Bellocchio | Genomineerd |